# Anycall
Anycall (애니콜) è stato un brand coreano di telefoni cellulari, lanciato da Samsung Electronics nel 1993 ed esistito sino al 2014, quando è stato assorbito da Samsung Galaxy.

## Storia
È stato lanciato come sub-brand rivolto a un pubblico giovane o a un segmento di prezzo medio-basso. La gamma di Anycall non comprendeva telefoni di fascia alta e gli apparecchi prodotti erano dotati di funzioni multimediali popolari tra i giovani, tra cui radio e televisione secondo lo standard Digital Multimedia Broadcasting (DMB).

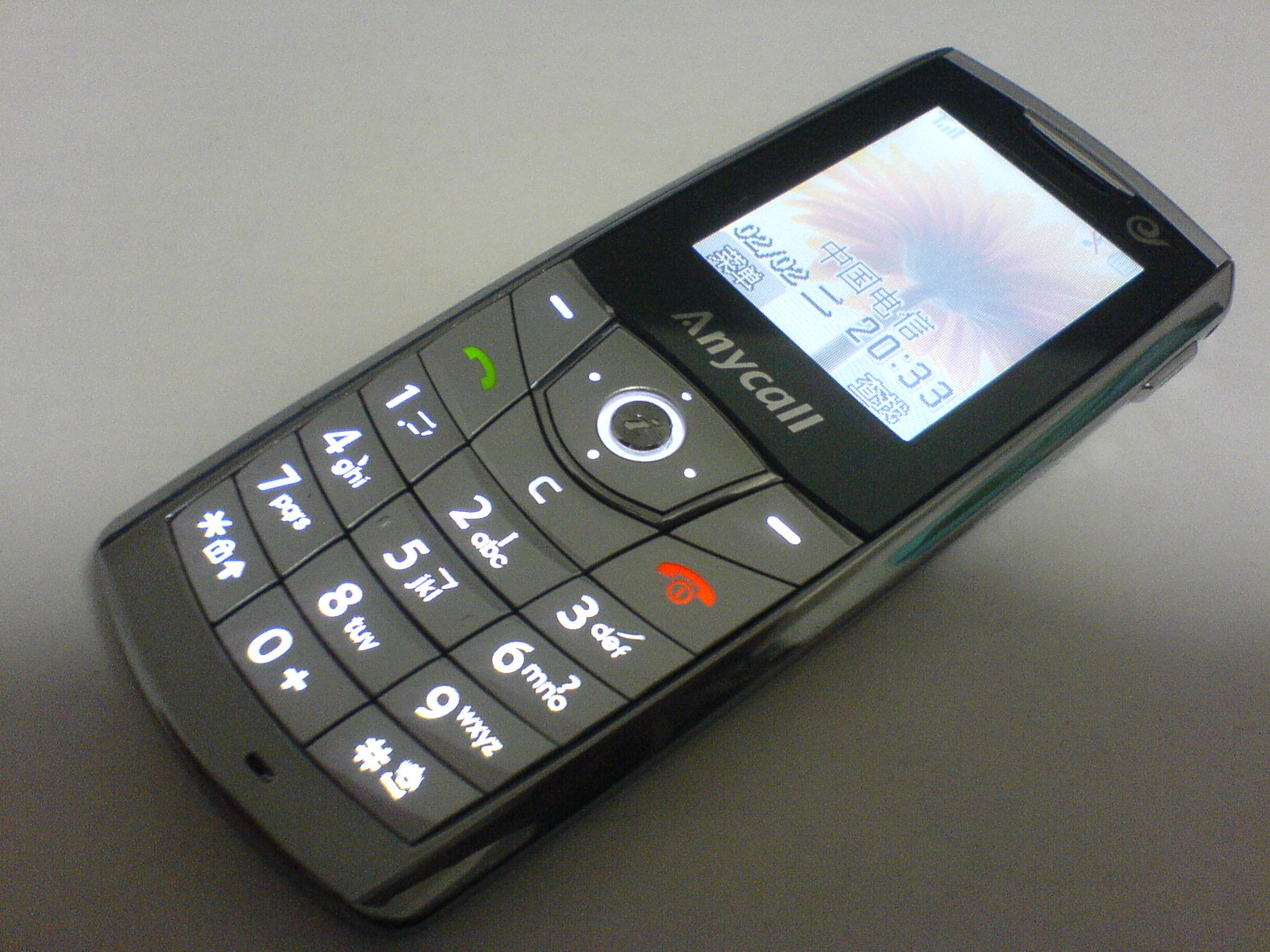
Samsung Anycall SCH-S259

Alcuni modelli Anycall erano dispositivi rinominati rilasciati con il marchio principale di Samsung, mentre altri erano design originali. Il mercato principale di Anycall era la Corea del Sud, ma i prodotti furono venduti anche in altri paesi, in particolare fino al 2011 in Cina, dove la posizione di Samsung in questo segmento di mercato non era mai stata forte.

### Marketing
La cantante Lee Hyori fu la portavoce di Anycall dal 2003. In questo periodo, recitò in video musicali prodotti da Anycall, tra cui Anymotion, che pubblicizzava il modello SCH-V600 di Lee Hyori Phone. Nel 2005, Hyori Lee recitò in Anyclub, un seguito del video precedente. Nel dicembre 2006, realizzò una terza puntata, etichettata Anystar. Il primo video musicale vedeva Lee Hyori insieme a Eric Mun, mentre la seconda e la terza puntata vedevano rispettivamente Kwon Sang-woo e Lee Joon-gi.
Dopo la scadenza del contratto di Hyori con la Samsung, nel novembre 2007, altre star del K-pop come BoA, Kim Junsu, Tablo e Jin Bora hanno collaborato per produrre Anyband, che comprendeva tre video musicali combinati per le canzoni Talk, Play Love, Promise U e Day Dream, in uno spot pubblicitario di sette minuti. La band temporanea ha anche tenuto concerti per i fan.
Nel 2008 i gruppi k-pop DBSK e Girls' Generation hanno collaborato per realizzare un video musicale per promuovere il modello Haptic .
Nel 2009 gli Shinee hanno pubblicato il singolo digitale Bodyguard, per promuovere un telefono cellulare. Il video musicale presentava sullo schermo la popolare coppia So Yi-jung (Kim Bum) e Chu Ga-eul (Kim So-eun) dalla popolare serie tv della KBS, Boys Over Flowers. Lo stesso anno Son Dam-bi e il gruppo femminile After School si sono uniti per il singolo digitale Amoled. After School sostituì presto Son Dam-bi come testimonial del marchio.
Il gruppo femminile sudcoreano Miss A ha pubblicato, nel 2010, la  canzone Love Again, il cui video promuoveva il Samsung Beat Festival. Il video mostrava anche in modo prominente un telefono Anycall.
Nel 2011 IU diventò la portavoce del marchio.